# فرنسيسكو لوبيز (موسيقي)
فرنسيسكو لوبيز (بالإسبانية: Francisco López)‏ هو موسيقي وملحن إسباني، ولد في 1964 في مدريد في إسبانيا.

## وصلات خارجية
- فرنسيسكو لوبيز على موقع IMDb (الإنجليزية)
- فرنسيسكو لوبيز على موقع ميوزك برينز (الإنجليزية)
- فرنسيسكو لوبيز على موقع أول ميوزيك (الإنجليزية)
- فرنسيسكو لوبيز على موقع ديسكوغز (الإنجليزية)
- فرنسيسكو لوبيز على موقع قاعدة بيانات الفيلم (الإنجليزية)